# 苏维涅
苏维涅（法語：Souvigné，法語發音：[suviɲe]）是法国德塞夫勒省的一个市镇，属于尼奥尔区。

## 地理
苏维涅（46°22'24"N, 0°11'14"W）面积26.41 平方千米，位于法国新阿基坦大区德塞夫勒省，该省份为法国西部内陆省份，北起曼恩-卢瓦尔省，西接旺代省，南至夏朗德省和滨海夏朗德省，东临维埃纳省。
与苏维涅接壤的市镇（或旧市镇、城区）包括：拉莫特圣埃赖、罗芒、圣埃阿娜、圣马丹德圣迈克桑、普拉耶-拉库阿尔德。

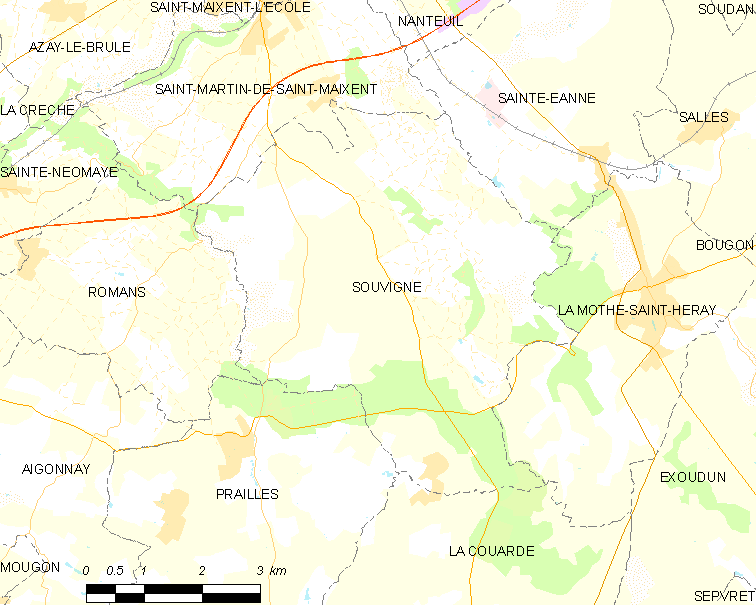
苏维涅的OSM定位图

苏维涅的时区为UTC+01:00、UTC+02:00（夏令时）。

## 行政
苏维涅的邮政编码为79800，INSEE市镇编码为79319。

## 政治
苏维涅所属的省级选区为圣迈克桑莱科勒县。

## 人口

1962-2008年间苏维涅人口变化图示

苏维涅于2022年1月1日时的人口数量为858人。